# Dalila Bela
Dalila Bela (Montréal, 5 ottobre 2001) è un'attrice canadese, nota per il ruolo di Diana Barry nella serie televisiva originale Netflix Chiamatemi Anna tratta dal romanzo Anna dai capelli rossi.

## Filmografia

### Cinema
- The Stranger, regia di Robert Lieberman (2010)
- Cappuccetto rosso sangue (Red Riding Hood), regia di Catherine Hardwicke (2011)
- Diario di una schiappa 2 - La legge dei più grandi (Diary of a Wimpy Kid: Rodrick Rules), regia di David Bowers (2011)
- Diario di una schiappa - Vita da cani (Diary of a Wimpy Kid: Dog Days), regia di David Bowers (2012)
- ESP² - Fenomeni paranormali (Grave Encounters 2), regia di John Poliquin (2012)
- The Adventure Club, regia di Geoff Anderson (2016)

### Televisione
- Mrs. Miracle - Una tata magica (Mrs. Miracle), regia di Michael Scott – film TV (2009)
- Supernatural – serie TV, 1 episodio (2009)
- Fringe – serie TV, 1 episodio (2009)
- R. L. Stine's The Haunting Hour – serie TV, 1 episodio (2010)
- Un Fanta Natale (A Fairly Odd Christmas) – film TV (2014)
- The 100 – serie TV, 1 episodio (2014)
- C'era una volta – serie TV, 1 episodio (2015)
- Chiamatemi Anna (Anne with an "E") – serie TV, 27 episodi (2017-2019)

## Premi e riconoscimenti
- 2019 - ACTRA Awards
  - Candidatura - Outstanding Performance Ensemble per Chiamatemi Anna[1]

## Doppiatrici italiane
Nelle versioni in italiano dei suoi film, Dalila Bela è stata doppiata da:
- Luna Iansante in C'era una volta
- Lucrezia Marricchi in Chiamatemi Anna[2]